# X Factor 2008 (Danmark)
X Factor 2008 var 1. sæson af den danske udgave af det britiske talentshow X Factor, der havde premiere den 4. januar 2008 på DR1. X Factor 2008 havde Thomas Blachman, Lina Rafn og Remee som dommere samt Lise Rønne som vært.
Martin Hedegaard vandt finalen mod Laura Kjærgaard den 28. marts 2008, hvor de begge sang "The 1", skrevet af Brinck.

## Finalister
– Vinder
     – Andenplads
     – Trejdeplads
     – Udstemt
| Kategori (mentor)  | Kunstner                 | Kunstner                | Kunstner           | Kunstner |
| ------------------ | ------------------------ | ----------------------- | ------------------ | -------- |
| Under 25 (Remee)   | Laura Arensbak Kjærgaard | Martin Hoberg Hedegaard | Basim Moujahid     |          |
| Over 25 (Blachman) | Heidi Svelmøe Herløw     | Lisa Birkekvist         | Frederik Konradsen |          |
| Grupper (Rafn)     | RaiDen                   | Søren og Anne           | Vocaloca           |          |

## Live shows

### Statistik
Farvekoder:
| – | Remee som mentor (Under 25)          |
| – | Lina Rafn som mentor (Grupper)       |
| – | Thomas Blachman som mentor (Over 25) |

| – | Vinder                                                                            |
| – | Andenplads                                                                        |
| – | Deltageren var blandt de to med laveste stemmer, og skulle synge igen I Farezonen |
| – | Deltageren blev råbt op som værende gået videre (vilkårlig rækkefølge)            |
| – | Deltageren fik færrest seerstemmer og røg som følge heraf direkte ud              |

| Deltager           | Deltager           | Uge 1                         | Uge 2                           | Uge 3               | Uge 4                       | Uge 5                    | Uge 6 | Uge 7 | Uge 8 |
| ------------------ | ------------------ | ----------------------------- | ------------------------------- | ------------------- | --------------------------- | ------------------------ | --- | --- | --- |
| 1                  | Martin Hedegaard   |                               |                                 |                     |                             |                          | | | Vinder (Uge 8) |
| 2                  | Laura Kjærgaard    |                               |                                 |                     |                             |                          | | | Andenplads (Uge 8) |
| 3                  | Heidi Herløw       |                               |                                 |                     |                             |                          | | 3. | Udstemt (Uge 7) |
| 4                  | Basim Moujahid     |                               |                                 |                     |                             |                          | 4. | Udstemt (Uge 6) | Udstemt (Uge 6) |
| 5                  | Vocaloca           |                               |                                 |                     |                             |                          | Udstemt (Uge 5) | Udstemt (Uge 5) | Udstemt (Uge 5) |
| 6                  | Lisa Birkekvist    |                               |                                 |                     |                             | Udstemt (Uge 4)          | Udstemt (Uge 4) | Udstemt (Uge 4) | Udstemt (Uge 4) |
| 7                  | RaiDen             |                               |                                 |                     | Udstemt (Uge 3)             | Udstemt (Uge 3)          | Udstemt (Uge 3) | Udstemt (Uge 3) | Udstemt (Uge 3) |
| 8                  | Frederik Konradsen |                               |                                 | Udstemt (Uge 2)     | Udstemt (Uge 2)             | Udstemt (Uge 2)          | Udstemt (Uge 2) | Udstemt (Uge 2) | Udstemt (Uge 2) |
| 9                  | Søren & Anne       |                               | Udstemt (Uge 1)                 | Udstemt (Uge 1)     | Udstemt (Uge 1)             | Udstemt (Uge 1)          | Udstemt (Uge 1) | Udstemt (Uge 1) | Udstemt (Uge 1) |
|                    |                    |                               |                                 |                     |                             |                          | | | |
| Laveste Stemmer    | Laveste Stemmer    | Søren & Anne, Lisa Birkekvist | Frederik Konradsen, RaiDen      | Vocaloca, RaiDen    | Lisa Birkekvist, Vocaloca   | Basim Moujahid, Vocaloca | Ingen dommerstemmer eller deltagere i farezone: Det er alene offentlige stemmer der afgør, hvem der bliver elimineret, og hvem der i sidste ende vinder. | Ingen dommerstemmer eller deltagere i farezone: Det er alene offentlige stemmer der afgør, hvem der bliver elimineret, og hvem der i sidste ende vinder. | Ingen dommerstemmer eller deltagere i farezone: Det er alene offentlige stemmer der afgør, hvem der bliver elimineret, og hvem der i sidste ende vinder. |
| Remee stemte ud    | Remee stemte ud    | Søren & Anne                  | Frederik Konradsen              | RaiDen              | Lisa Birkekvist             | Vocaloca                 | Ingen dommerstemmer eller deltagere i farezone: Det er alene offentlige stemmer der afgør, hvem der bliver elimineret, og hvem der i sidste ende vinder. | Ingen dommerstemmer eller deltagere i farezone: Det er alene offentlige stemmer der afgør, hvem der bliver elimineret, og hvem der i sidste ende vinder. | Ingen dommerstemmer eller deltagere i farezone: Det er alene offentlige stemmer der afgør, hvem der bliver elimineret, og hvem der i sidste ende vinder. |
| Rafn stemte ud     | Rafn stemte ud     | Lisa Birkekvist               | Frederik Konradsen              | RaiDen              | Lisa Birkekvist             | Basim Moujahid           | Ingen dommerstemmer eller deltagere i farezone: Det er alene offentlige stemmer der afgør, hvem der bliver elimineret, og hvem der i sidste ende vinder. | Ingen dommerstemmer eller deltagere i farezone: Det er alene offentlige stemmer der afgør, hvem der bliver elimineret, og hvem der i sidste ende vinder. | Ingen dommerstemmer eller deltagere i farezone: Det er alene offentlige stemmer der afgør, hvem der bliver elimineret, og hvem der i sidste ende vinder. |
| Blachman stemte ud | Blachman stemte ud | Søren & Anne                  | RaiDen                          | Vocaloca            | Vocaloca                    | Vocaloca                 | Ingen dommerstemmer eller deltagere i farezone: Det er alene offentlige stemmer der afgør, hvem der bliver elimineret, og hvem der i sidste ende vinder. | Ingen dommerstemmer eller deltagere i farezone: Det er alene offentlige stemmer der afgør, hvem der bliver elimineret, og hvem der i sidste ende vinder. | Ingen dommerstemmer eller deltagere i farezone: Det er alene offentlige stemmer der afgør, hvem der bliver elimineret, og hvem der i sidste ende vinder. |
| Udstemt            | Udstemt            | Søren & Anne Niendeplads      | Frederik Konradsen Ottendeplads | RaiDen Syvendeplads | Lisa Birkekvist Sjetteplads | Vocaloca Femteplads      | Basim Moujahid Fjerdeplads | Heidi Herløw Trejdeplads | Laura Kjærgaard Andenplads |
| Udstemt            | Udstemt            | Søren & Anne Niendeplads      | Frederik Konradsen Ottendeplads | RaiDen Syvendeplads | Lisa Birkekvist Sjetteplads | Vocaloca Femteplads      | Basim Moujahid Fjerdeplads | Heidi Herløw Trejdeplads | Martin Hedegaard Vinder |

### Uge 1 (8. februar)
- Tema: Hits fra Tjeklisten

| Rækkefølge | Artist        | Sang                                                                                                 | Resultater   |
| ---------- | ------------- | --- | ------------ |
| 1          | Martin        | "As" (Stevie Wonder) (George Michaels & Mary J. Bliges duet-coverversion, der hittede på Tjeklisten) | Stemt videre |
| 2          | Søren og Anne | "When You're Gone" (Bryan Adams)                                                                     | Stemt ud     |
| 3          | Lisa          | "Crazy" (Gnarls Barkley)                                                                             | I farezonen  |
| 4          | Basim         | "Du Kan Gøre Hvad Du Vil" (Christian Brøns)                                                          | Stemt videre |
| 5          | Vocaloca      | "It's My Life" (Bon Jovi)                                                                            | Stemt videre |
| 6          | Frederik      | "My Love Is Your Love" (Whitney Houston)                                                             | Stemt videre |
| 7          | Laura         | "Un-Break My Heart" (Toni Braxton)                                                                   | Stemt videre |
| 8          | RaiDen        | "When You're Looking Like That" (Westlife)                                                           | Stemt videre |
| 9          | Heidi         | "Whispering At The Top Of My Lungs" (Tim Christensen)                                                | Stemt videre |

Dommerne stemte ud
- Thomas: Søren og Anne
- Lina: Lisa
- Remee: Søren og Anne

### Uge 2 (15. februar)
- Tema: Filmhits

| Rækkefølge | Artist   | Sang                                                     | Film (IMDB)                             | Resultater   |
| ---------- | -------- | -------------------------------------------------------- | --------------------------------------- | ------------ |
| 1          | Laura    | "License To Kill" (Gladys Knight)                        | Licence to Kill - (1989)                | Stemt videre |
| 2          | Frederik | "My Girl" (The Temptations)                              | My Girl - (1991)                        | Stemt ud     |
| 3          | RaiDen   | "I Don't Want To Miss A Thing" (Aerosmith)               | Armageddon - (1998)                     | I farezonen  |
| 4          | Basim    | "You Are The Music In Me" (Zac Efron og Vanessa Hudgens) | High School Musical 2 - (2007)          | Stemt videre |
| 5          | Heidi    | "Calling You" (Javetta Steele)                           | Out of Rosenheim "Bagdad Café" - (1987) | Stemt videre |
| 6          | Vocaloca | "Krummes Sang" (Laus Høybye)                             | Krummerne - (1991)                      | Stemt videre |
| 7          | Martin   | "Kiss From A Rose" (Seal)                                | Batman Forever - (1995)                 | Stemt videre |
| 8          | Lisa     | "Purple Rain" (Prince)                                   | Purple Rain - (1984)                    | Stemt videre |

Dommerne stemte ud
- Thomas: RaiDen
- Lina: Frederik
- Remee: Frederik

### Uge 3 (22. februar)
- Tema: Disco

| Rækkefølge | Artist   | Sang                                     | Resultater   |
| ---------- | -------- | ---------------------------------------- | ------------ |
| 1          | Basim    | "Celebration" (Kool & the Gang)          | Stemt videre |
| 2          | Vocaloca | "Gimme, Gimme, Gimme" (ABBA)             | I farezonen  |
| 3          | Lisa     | "I'm Every Woman" (Chaka Khan)           | Stemt videre |
| 4          | Martin   | "Rock With You" (Michael Jackson)        | Stemt videre |
| 5          | RaiDen   | "Tragedy" (Bee Gees)                     | Stemt ud     |
| 6          | Heidi    | "All Around The World" (Lisa Stansfield) | Stemt videre |
| 7          | Laura    | "I Will Survive" (Gloria Gaynor)         | Stemt videre |

Dommerne stemte ud
- Thomas: Vocaloca
- Remee: RaiDen
- Lina: RaiDen

### Uge 4 (29. februar)
- Tema: Syng Dansk

| Rækkefølge | Artist   | Sang                                                  | Resultater   | Video            |
| ---------- | -------- | ----------------------------------------------------- | ------------ | ---------------- |
| 1          | Martin   | "Kom tilbage nu" (Danseorkestret)                     | Stemt videre | Se Video (03:09) |
| 2          | Lisa     | "Dansevise" (Grethe Ingmann og Jørgen Ingmann)        | Stemt ud     | Se Video (03:22) |
| 3          | Vocaloca | "Buster" (Nanna)                                      | I farezonen  | Se Video (03:22) |
| 4          | Heidi    | "Verden er i farver" (Lis Sørensen og Kasper Winding) | Stemt videre | Se Video (03:06) |
| 5          | Basim    | "Tænder på dig" (Jakob Sveistrup)                     | Stemt videre | Se Video (03:01) |
| 6          | Laura    | "Du er" (Søs Fenger og News)                          | Stemt videre | Se Video (03:02) |

Dommerne stemte ud
- Thomas: Vocaloca
- Lina: Lisa
- Remee: Lisa

### Uge 5 (7. marts)
- Tema: BigBand

| Rækkefølge | Artist   | Sang                                                                  | Resultater   | Video            |
| ---------- | -------- | --------------------------------------------------------------------- | ------------ | ---------------- |
| 1          | Laura    | "If I Ain't Got You" (Alicia Keys)                                    | Stemt videre | Se Video (03:50) |
| 2          | Basim    | "Can't Take My Eyes Off You" (Frankie Valli)                          | I farezonen  | Se Video (02:52) |
| 3          | Heidi    | "Walk Away" (Christina Aguilera)                                      | Stemt videre | Se Video (03:24) |
| 4          | Martin   | "Somebody to Love" (Queen)                                            | Stemt videre | Se Video (03:45) |
| 5          | VocaLoca | "It Don't Mean a Thing (If It Ain't Got That Swing)" (Duke Ellington) | Stemt ud     | Se Video (03:17) |

Dommerne stemte ud
- Thomas: VocaLoca
- Lina: Basim
- Remee: VocaLoca

### Uge 6 (14. marts)
- Tema: Anne Linnet og Elvis Presley
- Gæsteoptræden: Shayne Ward ("No U Hang Up")

| Rækkefølge | Artist | Sang                                             | Rækkefølge | Sang                                         | Resultat     | Video 1          | Video 2          |
| ---------- | ------ | ------------------------------------------------ | ---------- | -------------------------------------------- | ------------ | ---------------- | ---------------- |
| 1          | Martin | "Smuk og Dejlig" (Anne Linnet)                   | 5          | "Can't Help Falling in Love" (Elvis Presley) | Stemt videre | Se Video (02:32) | Se Video (02:28) |
| 2          | Laura  | "Ingen Anden Drøm" (Anne Linnet & Thomas Helmig) | 6          | "Suspicious Minds" (Elvis Presley)           | Stemt videre | Se Video (02:34) | Se Video (02:22) |
| 3          | Basim  | "Glor på Vinduer" (Anne Linnet)                  | 7          | "Allways On My Mind" (Elvis Presley)         | Stemt ud     | Se Video (02:31) | Se Video (02:37) |
| 4          | Heidi  | "Det er Ikke Det Du Siger" (Anne Linnet Band)    | 8          | "A Little Less Conversation" (Elvis Presley) | Stemt videre | Se Video (02:13) | Se Video (02:13) |

### Uge 7 (21. marts)
- Tema: James Blunt og frit valg hos dommerne
- Gæsteoptræden: James Blunt ("Carry You Home")

| Rækkefølge | Artist | Sang                             | Rækkefølge | Sang                                   | Resultat     | Video 1         | Video 2         |
| ---------- | ------ | -------------------------------- | ---------- | -------------------------------------- | ------------ | --------------- | --------------- |
| 1          | Martin | "Goodbye My Lover" (James Blunt) | 4          | "What Goes Around" (Justin Timberlake) | Stemt videre | Se Video (2:48) | Se Video (2:54) |
| 2          | Heidi  | "You're Beautiful" (James Blunt) | 5          | "Why" (Annie Lennox)                   | Stemt ud     |                 | Se Video (2:35) |
| 3          | Laura  | "Same Mistake" (James Blunt)     | 6          | "No One" (Alicia Keys)                 | Stemt videre |                 |                 |

### Uge 8 (28. marts)
- Tema: Seernes valg, frit valg hos deltagerne og singlen: "The 1"

| Rækkefølge | Artist | Seernes valg (original kunstner) | Rækkefølge | Frit valg hos deltagerne              | Rækkefølge | Vindersinglen    | Resultat   |
| ---------- | ------ | -------------------------------- | ---------- | ------------------------------------- | ---------- | ---------------- | ---------- |
| 1          | Martin | "Somebody to Love" (Queen)       | 3          | "For Once In My Life" (Stevie Wonder) | 6          | "The 1" (Martin) | Vinder     |
| 2          | Laura  | "Du Er" (News)                   | 4          | "You Raise Me Up" (Josh Groban)       | 5          | "The 1" (Laura)  | Andenplads |